# Gastrotheca albolineata
Gastrotheca albolineata es una especie de anfibios de la familia Amphignathodontidae.
Es endémica de Brasil.
Su hábitat natural incluye bosques bajos y secos y montanos tropicales o subtropicales secos.
Está amenazada de extinción por la pérdida de su hábitat natural.

## Sinonimia
- Hyla albolineata Lutz and Lutz, 1939
- Gastrotheca albolineata — Sachsse, Izecksohn, and de Carvalho e Silva, 1999[1]